# Hóquei no gelo nos Jogos Olímpicos de Inverno de 2018 - Masculino
O torneio masculino de hóquei no gelo nos Jogos Olímpicos de Inverno de 2018 foi disputado entre os dias 14 e 25 de fevereiro no Centro de Hóquei Gangneung e no Centro de Hóquei Kwandong, localizados na subsede de Gangneung.

## Medalhistas
|  | OAR Atletas Olímpicos da Rússia |  | GER Alemanha |  | CAN Canadá |
|  | Artyom Zub Vladislav Gavrikov Ivan Telegin Sergei Mozyakin Sergei Andronov Pavel Datsyuk Sergey Kalinin Mikhail Grigorenko Vyacheslav Voynov Andrei Zubarev Ilya Kablukov Igor Shestyorkin Ilya Sorokin Egor Yakovlev Sergei Shirokov Alexey Marchenko Bogdan Kiselevich Ilya Kovalchuk Nikolai Prokhorkin Kirill Kaprizov Vasily Koshechkin Vadim Shipachyov Nikita Nesterov Alexander Barabanov Nikita Gusev |  | Daryl Boyle Christian Ehrhoff Brooks Macek Marcus Kink Matthias Plachta Frank Mauer Danny aus den Birken Yannic Seidenberg Patrick Reimer Björn Krupp Jonas Müller Yasin Ehliz Gerrit Fauser Dennis Endras Frank Hördler Patrick Hager Timo Pielmeier Felix Schütz Marcel Goc Dominik Kahun Sinan Akdag Leonhard Pföderl David Wolf Moritz Müller Marcel Noebels |  | Karl Stollery Chris Lee Chay Genoway Gilbert Brulé Wojtek Wolski Derek Roy Chris Kelly Rob Klinkhammer Brandon Kozun Quinton Howden René Bourque Marc-André Gragnani Andrew Ebbett Mason Raymond Eric O'Dell Stefan Elliott Cody Goloubef Ben Scrivens Kevin Poulin Justin Peters Mat Robinson Maxim Lapierre Maxim Noreau Linden Vey Christian Thomas |

## Formato
Mantendo o mesmo formato de 2010 e 2014, doze equipes disputaram o torneio. Os países com as quatro melhores campanhas (sem importar a que grupo pertençam) se classificaram direto para as quartas de final (1D–4D). As demais equipes da primeira fase disputaram os cruzamentos de play-offs, emparelhadas da melhor para a pior campanha, nas posições 5D a 12D. As quatro equipes vencedoras dos play-offs classificaram-se para as quartas de final, enquanto que as perdedoras foram classificadas do nono ao décimo segundo lugar de acordo com a campanha na fase preliminar. Os quatro vencedores das quartas de final avançaram para as semifinais e os perdedores para a disputa do quinto ao oitavo lugar. As duas equipes vencedoras das semifinais jogaram pela medalha de ouro, enquanto que as duas perdedoras para a disputa da medalha de bronze.

## Fase preliminar
|  | Equipes classificadas às quartas de final |
|  | Equipes classificadas aos play-offs       |

Todas as partidas estão no horário local (UTC+9).

### Grupo A
| País                | J | V | VP | DP | D | GP | GS | SG  | Pts |
| ------------------- | - | - | -- | -- | - | -- | -- | --- | --- |
| CZE República Checa | 3 | 2 | 1  | 0  | 0 | 9  | 4  | +5  | 8   |
| CAN Canadá          | 3 | 2 | 0  | 1  | 0 | 11 | 4  | +7  | 7   |
| SUI Suíça           | 3 | 1 | 0  | 0  | 2 | 10 | 9  | +1  | 3   |
| KOR Coreia do Sul   | 3 | 0 | 0  | 0  | 3 | 1  | 14 | –13 | 0   |

| 15 de fevereiro | República Checa CZE                       | 2 – 1                     | KOR Coreia do Sul | Centro de Hóquei Gangneung                                |
| 21:10           | J. Kovář 11:59' (PP) M. Řepík 16:18' (SH) | (2–1, 0–0, 0–0) Relatório | 07:34' Cho M-h.   | Público: 6 025 Árbitro: USA Mark Lemelin SWE Linus Öhlund |

| 15 de fevereiro | Suíça SUI            | 1 – 5                     | CAN Canadá                                                                    | Centro de Hóquei Kwandong                                         |
| 21:10           | S. Moser 47:33' (PP) | (0–2, 0–2, 1–1) Relatório | 02:57', 25:00' (PP) R. Bourque 07:30' (PP) M. Noreau 25:52', 54:53' W. Wolski | Público: 2 802 Árbitro: CZE Antonín Jeřábek RUS Konstantin Olenin |

| 17 de fevereiro | Canadá CAN                                    | 2 – 3 (GWS)                                | CZE República Checa                | Centro de Hóquei Gangneung                                 |
| 12:10           | M. Raymond 01:13' (PP) R. Bourque 13:30' (PP) | (2–1, 0–1, 0–0 PRO: 0–0 SO: 0–1) Relatório | 06:52' D. Kubalík 20:25' M. Jordán | Público: 6 731 Árbitro: RUS Roman Gofman FIN Anssi Salonen |

|                                                   |  | Shootout                                  |  |
| M. Lapierre W. Wolski D. Roy R. Bourque M. Noreau |  | M. Růžička P. Koukal J. Kovář R. Červenka |  |

| 17 de fevereiro | Coreia do Sul KOR | 0 – 8                     | SUI Suíça | Centro de Hóquei Gangneung                                |
| 16:40           |                   | (0–1, 0–2, 0–5) Relatório | 10:23' D. Hollenstein 27:36' F. Du Bois 35:55', 45:17', 51:24' P. Suter 43:50' T. Rüfenacht 46:45' R. Schäppi 55:10' E. Corvi | Público: 6 568 Árbitro: CZE Jan Hribik FIN Aleksi Rantala |

| 18 de fevereiro | República Checa CZE                                               | 4 – 1                     | SUI Suíça           | Centro de Hóquei Gangneung                                      |
| 16:40           | M. Řepík 07:09' (PP), 59:11' D. Kubalík 43:02' R. Červenka 58:40' | (1–1, 0–0, 3–0) Relatório | 14:47' T. Rüfenacht | Público: 6 137 Árbitro: CAN Brett Iverson RUS Konstantin Olenin |

| 18 de fevereiro | Canadá CAN                                                                | 4 – 0                     | KOR Coreia do Sul | Centro de Hóquei Gangneung                                  |
| 21:10           | C. Thomas 07:36' E. O'Dell 34:22' M. Lapierre 45:43' G. Brulé 58:02' (PP) | (1–0, 1–0, 2–0) Relatório |                   | Público: 6 038 Árbitro: SVK Jozef Kubuš SUI Daniel Stricker |

### Grupo B
| País                            | J | V | VP | DP | D | GP | GS | SG | Pts |
| ------------------------------- | - | - | -- | -- | - | -- | -- | -- | --- |
| OAR Atletas Olímpicos da Rússia | 3 | 2 | 0  | 0  | 1 | 14 | 5  | +9 | 6   |
| SLO Eslovênia                   | 3 | 0 | 2  | 0  | 1 | 8  | 12 | –4 | 4   |
| USA Estados Unidos              | 3 | 1 | 0  | 1  | 1 | 4  | 8  | –4 | 4   |
| SVK Eslováquia                  | 3 | 1 | 0  | 1  | 1 | 6  | 7  | –1 | 4   |

| 14 de fevereiro | Eslováquia SVK                                            | 3 – 2                     | OAR Atletas Olímpicos da Rússia       | Centro de Hóquei Gangneung                                   |
| 21:10           | P. Ölvecký 16:05' M. Bakoš 17:55' P. Čerešňák 48:30' (PP) | (2–2, 0–0, 1–0) Relatório | 02:54' V. Gavrikov 04:08' K. Kaprizov | Público: 4 025 Árbitro: CAN Brett Iverson FIN Aleksi Rantala |

| 14 de fevereiro | Estados Unidos USA                   | 2 – 3 (PRO)                        | SLO Eslovênia                            | Centro de Hóquei Kwandong                                |
| 21:10           | B. O'Neill 17:44' J. Greenway 32:57' | (1–0, 1–0, 0–2 PRO: 0–1) Relatório | 45:49' J. Urbas 58:23', 60:38' J. Muršak | Público: 3 348 Árbitro: CZE Jan Hribik FIN Anssi Salonen |

| 16 de fevereiro | Estados Unidos USA                 | 2 – 1                     | SVK Eslováquia   | Centro de Hóquei Gangneung                                  |
| 12:10           | R. Donato 07:10' (PP), 42:51' (PP) | (1–1, 0–0, 1–0) Relatório | 07:35' A. Kudrna | Público: 5 652 Árbitro: CAN Olivier Gouin SUI Tobias Wehrli |

| 16 de fevereiro | Atletas Olímpicos da Rússia OAR | 8 – 2                     | SLO Eslovênia                    | Centro de Hóquei Gangneung                                   |
| 16:40           | S. Mozyakin 18:23' (PP) I. Kovalchuk 18:45', 37:16' A. Barabanov 26:00' (PP) I. Kablukov 28:48' K. Kaprizov 30:02', 41:15', 47:12' | (2–0, 4–1, 2–1) Relatório | 33:31' J. Muršak 59:27' Ž. Pance | Público: 6 018 Árbitro: USA Mark Lemelin SUI Daniel Stricker |

| 17 de fevereiro | Atletas Olímpicos da Rússia OAR                          | 4 – 0                     | USA Estados Unidos | Centro de Hóquei Gangneung                               |
| 21:10           | N. Prokhorkin 07:21', 22:14' I. Kovalchuk 39:59', 40:28' | (1–0, 2–0, 1–0) Relatório |                    | Público: 6 473 Árbitro: SVK Jozef Kubuš SWE Linus Öhlund |

| 17 de fevereiro | Eslovênia SLO                                | 3 – 2 (GWS)                                | SVK Eslováquia                         | Centro de Hóquei Kwandong                                     |
| 21:10           | B. Gregorc 21:00' (PP) A. Kuralt 24:16' (PP) | (0–0, 2–1, 0–1 PRO: 0–0 SO: 1–0) Relatório | 35:43' (PP) M. Bubela 45:56' M. Haščák | Público: 4 085 Árbitro: CZE Antonín Jeřábek USA Timothy Mayer |

|                                                  |  | Shootout                                        |  |
| R. Tičar J. Urbas J. Muršak R. Sabolič Ž. Jeglič |  | A. Kudrna P. Ölvecký M. Bakoš L. Nagy M. Haščák |  |

### Grupo C
| País          | J | V | VP | DP | D | GP | GS | SG | Pts |
| ------------- | - | - | -- | -- | - | -- | -- | -- | --- |
| SWE Suécia    | 3 | 3 | 0  | 0  | 0 | 8  | 1  | +7 | 9   |
| FIN Finlândia | 3 | 2 | 0  | 0  | 1 | 11 | 6  | +5 | 6   |
| GER Alemanha  | 3 | 0 | 1  | 0  | 2 | 4  | 7  | –3 | 2   |
| NOR Noruega   | 3 | 0 | 0  | 1  | 2 | 2  | 11 | –9 | 1   |

| 15 de fevereiro | Finlândia FIN                                                                                                 | 5 – 2                     | GER Alemanha                           | Centro de Hóquei Gangneung                               |
| 12:10           | S. Lepistö 03:13' (PP) M. Pyörälä 15:30' E. Tolvanen 37:22' (PP) L. Kukkonen 38:43' J. Kemppainen 52:48' (PP) | (2–1, 2–0, 1–1) Relatório | 08:44' (PP) B. Macek 41:51' F. Hördler | Público: 3 695 Árbitro: CAN Oliver Gouin SVK Jozef Kubuš |

| 15 de fevereiro | Noruega NOR | 0 – 4                     | SWE Suécia                                                                 | Centro de Hóquei Gangneung                                 |
| 16:40           |             | (0–2, 0–0, 0–2) Relatório | 05:29' P. Lindholm 16:46' A. Lander 48:42' D. Everberg 49:04' M. Wikstrand | Público: 3 961 Árbitro: RUS Roman Gofman SUI Tobias Wehrli |

| 16 de fevereiro | Finlândia FIN                                                                                  | 5 – 1                     | NOR Noruega             | Centro de Hóquei Gangneung                               |
| 21:10           | E. Tolvanen 16:36' (PP), 25:32' V. Savinainen 42:59' S. Lepistö 47:54' (PP) S. Manninen 56:48' | (1–1, 1–0, 3–0) Relatório | 06:29' (PP) P. Thoresen | Público: 4 180 Árbitro: CZE Jan Hribik CAN Brett Iverson |

| 16 de fevereiro | Suécia SWE         | 1 – 0                     | GER Alemanha | Centro de Hóquei Kwandong                                       |
| 21:10           | V. Stålberg 02:00' | (1–0, 0–0, 0–0) Relatório |              | Público: 3 077 Árbitro: USA Timothy Mayer RUS Konstantin Olenin |

| 18 de fevereiro | Alemanha GER         | 2 – 1 (GWS)                                | NOR Noruega           | Centro de Hóquei Gangneung                                 |
| 12:10           | P. Hager 32:53' (PP) | (0–0, 1–0, 0–1 PRO: 0–0 SO: 1–0) Relatório | 45:19' A. Reichenberg | Público: 5 534 Árbitro: USA Mark Lemelin FIN Anssi Salonen |

|                              |  | Shootout                              |  |
| P. Hager M. Plachta D. Kahun |  | A. Bastiansen A. Reichenberg M. Olimb |  |

| 18 de fevereiro | Suécia SWE                                                  | 3 – 1                     | FIN Finlândia        | Centro de Hóquei Kwandong                                    |
| 21:10           | A. Lander 14:53' P. Zackrisson 48:53' O. Möller 59:55' (PP) | (1–0, 0–1, 2–0) Relatório | 21:32' J. Kemppainen | Público: 3 861 Árbitro: CAN Oliver Gouin CZE Antonín Jeřábek |

## Fase final
|  | Play-offs | Play-offs          | Play-offs               |                    |   | Quartas de final | Quartas de final | Quartas de final |  |     | Semifinal           | Semifinal           | Semifinal           |                     |     | Final       | Final      | Final |
|  |           |                    |                         |                    |   |                  |                  |                  |  |     |                     |                     |                     |                     |     |             |            |       |
|  |           |                    |                         |                    |   |                  |                  |                  |  |     |                     |                     |                     |                     |     |             |            |       |
|  |           | 2D                 | CZE República Checa (s) | 3                  |   |                  |                  |                  |  |     |                     |                     |                     |                     |     |             |            |       |
|  |           |                    |                         | 3                  |   |                  |                  |                  |  |     |                     |                     |                     |                     |     |             |            |       |
|  |           |                    | E3                      | USA Estados Unidos | 2 |                  |                  |                  |  |     |                     |                     |                     |                     |     |             |            |       |
|  | 7D        | USA Estados Unidos | E3                      | USA Estados Unidos | 2 | 5                |                  |                  |  |     |                     |                     |                     |                     |     |             |            |       |
|  | 7D        | USA Estados Unidos |                         |                    |   | 5                |                  |                  |  |     |                     |                     |                     |                     |     |             |            |       |
|  | 10D       | SVK Eslováquia     | 1                       |                    |   |                  |                  |                  |  |     |                     |                     |                     |                     |     |             |            |       |
|  | 10D       | SVK Eslováquia     | 1                       |                    |   |                  |                  |                  |  | QF2 | CZE República Checa | 0                   |                     |                     |     |             |            |       |
|  |           |                    |                         |                    |   |                  |                  |                  |  | QF2 | CZE República Checa | 0                   |                     |                     |     |             |            |       |
|  |           | QF3                | OAR AOR                 | 3                  |   |                  |                  |                  |  |     |                     |                     |                     |                     |     |             |            |       |
|  |           | QF3                | OAR AOR                 | 3                  |   |                  |                  |                  |  |     |                     |                     |                     |                     |     |             |            |       |
|  |           |                    |                         |                    |   |                  |                  |                  |  |     |                     |                     |                     |                     |     |             |            |       |
|  |           |                    |                         |                    |   |                  |                  |                  |  |     |                     |                     |                     |                     |     |             |            |       |
|  |           | 3D                 | OAR AOR                 | 6                  |   |                  |                  |                  |  |     |                     |                     |                     |                     |     |             |            |       |
|  |           |                    |                         | 6                  |   |                  |                  |                  |  |     |                     |                     |                     |                     |     |             |            |       |
|  |           |                    | E2                      | NOR Noruega        | 1 |                  |                  |                  |  |     |                     |                     |                     |                     |     |             |            |       |
|  | 6D        | SLO Eslovênia      | E2                      | NOR Noruega        | 1 | 1                |                  |                  |  |     |                     |                     |                     |                     |     |             |            |       |
|  | 6D        | SLO Eslovênia      |                         |                    |   | 1                |                  |                  |  |     |                     |                     |                     |                     |     |             |            |       |
|  | 11D       | NOR Noruega (p)    | 2                       |                    |   |                  |                  |                  |  |     |                     |                     |                     |                     |     |             |            |       |
|  | 11D       | NOR Noruega (p)    | 2                       |                    |   |                  |                  |                  |  |     |                     |                     |                     |                     | SF1 | OAR AOR (p) | 4          |       |
|  |           |                    |                         |                    |   |                  |                  |                  |  |     |                     |                     |                     |                     | SF1 | OAR AOR (p) | 4          |       |
|  |           | SF2                | GER Alemanha            | 3                  |   |                  |                  |                  |  |     |                     |                     |                     |                     |     |             |            |       |
|  |           | SF2                | GER Alemanha            | 3                  |   |                  |                  |                  |  |     |                     |                     |                     |                     |     |             |            |       |
|  |           |                    |                         |                    |   |                  |                  |                  |  |     |                     |                     |                     |                     |     |             |            |       |
|  |           |                    |                         |                    |   |                  |                  |                  |  |     |                     |                     |                     |                     |     |             |            |       |
|  |           | 4D                 | CAN Canadá              | 1                  |   |                  |                  |                  |  |     | Disputa pelo bronze | Disputa pelo bronze | Disputa pelo bronze | Disputa pelo bronze |     |             |            |       |
|  |           |                    |                         | 1                  |   |                  |                  |                  |  |     | Disputa pelo bronze | Disputa pelo bronze | Disputa pelo bronze | Disputa pelo bronze |     |             |            |       |
|  |           |                    | E1                      | FIN Finlândia      | 0 |                  |                  |                  |  |     |                     |                     |                     |                     |     |             |            |       |
|  | 5D        | FIN Finlândia      | E1                      | FIN Finlândia      | 0 | 5                |                  |                  |  |     |                     |                     | LSF1                | CZE República Checa | 4   |             |            |       |
|  | 5D        | FIN Finlândia      |                         |                    |   | 5                |                  |                  |  |     |                     |                     | LSF1                | CZE República Checa | 4   |             |            |       |
|  | 12D       | KOR Coreia do Sul  | 2                       |                    |   |                  |                  |                  |  |     |                     |                     |                     |                     |     | LSF2        | CAN Canadá | 6     |
|  | 12D       | KOR Coreia do Sul  | 2                       |                    |   |                  |                  |                  |  | QF4 | CAN Canadá          | 3                   |                     |                     |     | LSF2        | CAN Canadá | 6     |
|  |           |                    |                         |                    |   |                  |                  |                  |  | QF4 | CAN Canadá          | 3                   |                     |                     |     |             |            |       |
|  |           | QF1                | GER Alemanha            | 4                  |   |                  |                  |                  |  |     |                     |                     |                     |                     |     |             |            |       |
|  |           | QF1                | GER Alemanha            | 4                  |   |                  |                  |                  |  |     |                     |                     |                     |                     |     |             |            |       |
|  |           |                    |                         |                    |   |                  |                  |                  |  |     |                     |                     |                     |                     |     |             |            |       |
|  |           |                    |                         |                    |   |                  |                  |                  |  |     |                     |                     |                     |                     |     |             |            |       |
|  |           | 1D                 | SWE Suécia              | 3                  |   |                  |                  |                  |  |     |                     |                     |                     |                     |     |             |            |       |
|  |           |                    |                         | 3                  |   |                  |                  |                  |  |     |                     |                     |                     |                     |     |             |            |       |
|  |           |                    | E4                      | GER Alemanha (p)   | 4 |                  |                  |                  |  |     |                     |                     |                     |                     |     |             |            |       |
|  | 8D        | SUI Suíça          | E4                      | GER Alemanha (p)   | 4 | 1                |                  |                  |  |     |                     |                     |                     |                     |     |             |            |       |
|  | 8D        | SUI Suíça          |                         |                    |   | 1                |                  |                  |  |     |                     |                     |                     |                     |     |             |            |       |
|  | 9D        | GER Alemanha (p)   | 2                       |                    |   |                  |                  |                  |  |     |                     |                     |                     |                     |     |             |            |       |

#### Play-offs
| 20 de fevereiro | Estados Unidos USA                                                                         | 5 – 1                     | SVK Eslováquia     | Centro de Hóquei Gangneung                                   |
| 12:10           | R. Donato 21:36', 56:46' (PP) J. Wisniewski 22:20' (PP2) M. Arcobello 33:30' G. Roe 49:52' | (0–0, 3–1, 2–0) Relatório | 36:54' P. Čerešňák | Público: 6 391 Árbitro: FIN Aleksi Rantala FIN Anssi Salonen |

| 20 de fevereiro | Eslovênia SLO   | 1 – 2 (PRO)                        | NOR Noruega                               | Centro de Hóquei Gangneung                                    |
| 16:40           | J. Urbas 06:38' | (1–0, 0–0, 0–1 PRO: 0–1) Relatório | 43:06' T. Kristiansen 63:06' A. Bonsaksen | Público: 6 312 Árbitro: SUI Daniel Stricker FIN Tobias Wehrli |

| 20 de fevereiro | Finlândia FIN                                                                                  | 5 – 2                     | KOR Coreia do Sul                  | Centro de Hóquei Gangneung                                 |
| 21:10           | P. Kontiola 04:42' (PP), 23:44' (PP) M. Heiskanen 26:23' J. Hietanen 47:20' S. Manninen 59:53' | (1–0, 2–2, 2–0) Relatório | 30:06' B. Radunske 32:09' Ahn J-h. | Público: 5 409 Árbitro: RUS Roman Gofman USA Timothy Mayer |

| 20 de fevereiro | Suíça SUI       | 1 – 2 (PRO)                        | GER Alemanha                                | Centro de Hóquei Kwandong                               |
| 21:10           | S. Moser 23:40' | (0–1, 1–0, 0–0 PRO: 0–1) Relatório | 01:19' (PP) L. Pföderl 60:26' Y. Seidenberg | Público: 2 878 Árbitro: CZE Jan Hribik SWE Linus Öhlund |

#### Quartas de final
| 21 de fevereiro | República Checa CZE                 | 3 – 2 (GWS)                                | USA Estados Unidos                     | Centro de Hóquei Gangneung                                |
| 12:10           | J. Kolář 15:12' T. Kundrátek 28:14' | (1–1, 1–1, 0–0 PRO: 0–0 SO: 1–0) Relatório | 06:20' R. Donato 30:23' (SH) J. Slater | Público: 2 948 Árbitro: CAN Oliver Gouin SWE Linus Öhlund |

|                                                       |  | Shootout                                             |  |
| M. Růžička P. Koukal J. Kovář D. Kubalík T. Kundrátek |  | C. Bourque R. Donato M. Arcobello T. Terry B. Butler |  |

| 21 de fevereiro | Atletas Olímpicos da Rússia OAR                                                                                   | 6 – 1                     | NOR Noruega         | Centro de Hóquei Gangneung                               |
| 16:40           | M. Grigorenko 08:54' N. Gusev 13:25' (PP) S. Voynov 19:20' S. Kalinin 28:35' N. Nesterov 33:06' I. Telegin 53:15' | (3–0, 2–1, 1–0) Relatório | 27:21' A. Bonsaksen | Público: 3 553 Árbitro: CZE Jan Hribik USA Timothy Mayer |

| 21 de fevereiro | Canadá CAN       | 1 – 0                     | FIN Finlândia | Centro de Hóquei Gangneung                                        |
| 21:10           | M. Noreau 40:55' | (0–0, 0–0, 1–0) Relatório |               | Público: 2 265 Árbitro: CZE Antonín Jeřábek RUS Konstantin Olenin |

| 21 de fevereiro | Suécia SWE                                                  | 3 – 4 (PRO)                        | GER Alemanha                                                              | Centro de Hóquei Kwandong                                   |
| 21:10           | A. Lander 46:25' P. Hersley 49:35' (PP) M. Wikstrand 51:37' | (0–2, 0–0, 3–1 PRO: 0–1) Relatório | 13:48' (PP) C. Ehrhoff 14:17' M. Noebels 48:28' D. Kahun 61:30' P. Reimer | Público: 2 092 Árbitro: AUT Mark Lemelin FIN Aleksi Rantala |

#### Semifinal
| 23 de fevereiro | República Checa CZE | 0 – 3                     | OAR Atletas Olímpicos da Rússia                        | Centro de Hóquei Gangneung                                 |
| 16:40           |                     | (0–0, 0–2, 0–1) Relatório | 27:47' N. Gusev 28:14' V. Gavrikov 59:39' I. Kovalchuk | Público: 4 330 Árbitro: CAN Brett Iverson USA Mark Lemelin |

| 23 de fevereiro | Canadá CAN                                                 | 3 – 4                     | GER Alemanha                                                                 | Centro de Hóquei Gangneung                                |
| 21:10           | G. Brulé 28:17' (PP) M. Robinson 42:42' D. Roy 49:42' (PP) | (0–1, 1–3, 2–0) Relatório | 14:43' (PP2) B. Macek 23:21' M. Plachta 26:49' F. Mauer 32:31' (PP) P. Hager | Público: 4 057 Árbitro: SVK Jozef Kubuš USA Timothy Mayer |

#### Disputa pelo bronze
| 24 de fevereiro | República Checa CZE                                               | 4 – 6                     | CAN Canadá                                                                           | Centro de Hóquei Gangneung                                      |
| 21:10           | M. Růžička 09:13' J. Kovář 46:36' R. Červenka 56:26', 57:55' (PP) | (1–3, 0–0, 3–3) Relatório | 08:57' (PP), 45:50' A. Ebbett 09:28', 49:37' C. Kelly 15:57' D. Roy 55:23' W. Wolski | Público: 4 807 Árbitro: USA Timothy Mayer RUS Konstantin Olenin |

#### Final
| 25 de fevereiro | Atletas Olímpicos da Rússia OAR                                       | 4 – 3 (PRO)                        | GER Alemanha                                      | Centro de Hóquei Gangneung                                  |
| 13:10           | S. Voynov 19:59' N. Gusev 53:21', 59:04' (SH) K. Kaprizov 69:40' (PP) | (1–0, 0–1, 2–2 PRO: 1–0) Relatório | 29:32' F. Schütz 53:31' D. Kahun 56:44' J. Müller | Público: 5 075 Árbitro: USA Mark Lemelin FIN Aleksi Rantala |

## Classificação final
| Pos.              | País                            |
| ----------------- | ------------------------------- |
| Medalha de ouro   | OAR Atletas Olímpicos da Rússia |
| Medalha de prata  | GER Alemanha                    |
| Medalha de bronze | CAN Canadá                      |
| 4                 | CZE República Checa             |
| 5                 | SWE Suécia                      |
| 6                 | FIN Finlândia                   |
| 7                 | USA Estados Unidos              |
| 8                 | NOR Noruega                     |
| 9                 | SLO Eslovênia                   |
| 10                | SUI Suíça                       |
| 11                | SVK Eslováquia                  |
| 12                | KOR Coreia do Sul               |